# Mathieu Lanfranchi
Pour les articles homonymes, voir Lanfranchi.
Mathieu Lanfranchi, né le 23 septembre 1982 à Paris, est un ancien joueur professionnel de handball français ayant évolué en D1 au poste de pivot. Bien qu'étant relativement petit pour ce poste (1,78 m), il a été élu meilleur pivot de D1 à deux reprises. Il est aujourd’hui entraîneur adjoint en D1 de l’équipe féminine des Neptunes de Nantes.

## Biographie
Mathieu Lanfranchi commence le handball à treize ans au club de Verneuil-sur-Avre avant de jouer en Nationale 3 avec le club de Oissel pendant deux saisons de 2001 à 2003.
En 2003, il part jouer à Madrid et suit en parallèle une Licence de STAPS. De retour dans son club de Oissel, il devient champion de France de Nationale 3 lors de la saison 2004-2005 et champion de France universitaire avec sa faculté de Rouen où il poursuit ses études.
À partir de la saison  2005-2006, il évolue en D2 avec le SMV Porte Normande et est la révélation de la saison au point d'être élu meilleur pivot de D2 lors de la saison suivante.
En 2008-2009, Mathieu Lanfranchi devient avec son nouveau club du Dijon Bourgogne HB meilleur joueur du championnat de France de D2. À partir de la saison 2009-2010, il monte en D1 avec le club dijonnais et va évoluer pour la première fois avec les meilleurs joueurs du championnat de France. Il reste en totalité trois saisons avec le club dijonnais.
En 2011, il signe avec Cesson Rennes MHB. Il atteint l'apogée de sa carrière de joueurs en étant élus meilleur pivot du championnat 2015-2016 aux côtés entre autres de Mikkel Hansen ou de Nikola Karabatic.
En 2017, il pense mettre un terme à sa carrière de handballeur pour se consacrer pleinement à celle d'entraîneur, mais son club le rappelle dans l’équipe première pour éviter la descente en D2. Il sera ainsi sur une partie de la saison entraîneur du pôle de formation du club et joueur professionnel. Le Cesson Rennes MHB parvient finalement à se maintienir cette saison-là en D1.

### Reconversion
Avec successivement en poche les diplômes d’entraineur BF1, d’entraineur régional, inter-régionale puis son DEJEPS, Mathieu Lanfranchi, fin 2018, met un terme définitif à sa carrière de joueur pour se concentrer sur son rôle d’entraîneur du centre de formation de Cesson Rennes MHB et de son équipe réserve qui montera en N1 en fin de saison.
A la saison suivante, 2019-2020, il change de club et s’occupe des moins de 9 ans et des moins de 15 ans au Frontignan Thau Handball et devient entraîneur adjoint de l’équipe première garçons. L’équipe termine quatrième de la poule Elite au moment où la saison est arrêtée à cause de l’épidémie de la Covid.
La même année il passe son Titre à finalité professionnel de niveau 6 d'entraîneur professionnel de Handball (équivalent DESJEPS) et devient en parallèle sélectionneur de l'équipe de France masculine jeunes de beach handball
Lors de la saison 2020-2021, il prend une nouvelle place d'entraîneur adjoint auprès de l’équipe féminine du Nantes Atlantique HB, club de première division féminine Les joueuses terminent 5ème du championnat de France, finaliste de la coupe de France et vainqueures de l’European League.

### Parcours en championnat
Ci-après le parcours saison par saison en championnat de France
| Saison    | Club               | Division | Buts      | Matchs | % réussite |
| --------- | ------------------ | -------- | --------- | ------ | ---------- |
| 2017-2018 | Cesson Rennes MHB  | D1       | 36 / 49   | 19     | 73,47 %    |
| 2016-2017 | Cesson Rennes MHB  | D1       | 54 / 75   | 26     | 72,00 %    |
| 2015-2016 | Cesson Rennes MHB  | D1       | 114 / 147 | 26     | 77,55 %    |
| 2014-2015 | Cesson Rennes MHB  | D1       | 108 / 136 | 25     | 79,41 %    |
| 2013-2014 | Cesson Rennes MHB  | D1       | 68 / 103  | 26     | 66,02 %    |
| 2012-2013 | Cesson Rennes MHB  | D1       | 84 / 117  | 25     | 71,79 %    |
| 2011-2012 | Cesson Rennes MHB  | D1       | 128 / 178 | 26     | 71,91 %    |
| 2010-2011 | Dijon Bourgogne HB | D1       | 147 / 154 | 26     | 95,45 %    |
| 2009-2010 | Dijon Bourgogne HB | D1       | 147 / 158 | 26     | 93,04 %    |
| 2008-2009 | Dijon Bourgogne HB | D2       | 140       | ?      | ?          |
| 2007-2008 | SMV Porte Normande | D2       | 101       | ?      | ?          |
| 2006-2007 | SMV Porte Normande | D1       | 77        | ?      | ?          |
| 2005-2006 | SMV Porte Normande | D2       | 106       | ?      | ?          |

## Palmarès

### En club
- Vainqueur du Championnat de France de Division 2 en 2005-2006
- 2e place en 2008-2009

### Distinctions individuelles
- élu meilleur pivot du Championnat de France 2015-2016[9]
  - nommé en 2009-2010 et 2014-2015
- élu meilleur joueur et meilleur pivot du Championnat de France de D2 2008-2009
- élu meilleur joueur du mois de décembre 2009 en Championnat de France 2009-2010
- 2e meilleur buteur du Championnat de France 2009-2010 avec 147 buts à 93,04 % de réussite.